# تیم ملی هاکی روی یخ زنان ایران
تیم ملی هاکی روی یخ زنان ایران، گروهی از زنان ورزشکار رشته هاکی هستند که در قالب تیم ملی کشور ایران، در مسابقات بین‌المللی هاکی روی یخ بانوان حضور می‌یابند. این تیم که بیشترِ بازیکنانش، پیش از این در اینلاین هاکی فعالیت می‌کردند، تنها سه سال پس از راه‌اندازی نخستین پیست استاندارد، توانست در مسابقات قهرمانی آسیا ۲۰۲۳ حضور یافته و نایب قهرمان آسیا شود.

## نتایج
| ردیف                                             | سال            | حریف              | نتیجه    | منبع                 |
| ------------------------------------------------ | -------------- | ----------------- | -------- | -------------------- |
| ۱                                                | ۱۵ ژانویه ۲۰۲۳ | امارات متحدهٔ عربی | برد ۴–۱  | [ ۳ ] [ ۴ ]          |
| هاکی روی یخ بانوان قهرمانی آسیا و اقیانوسیه ۲۰۲۳ |                |                   |          |                      |
| ۲                                                | ۳۰ آوریل ۲۰۲۳  | هند               | برد ۱۷–۱ | [ ۵ ]                |
| ۲                                                | ۱ مه ۲۰۲۳      | کویت              | برد ۲۰–۰ | [ ۶ ]                |
| ۴                                                | ۳ مه ۲۰۲۳      | قرقیزستان         | برد ۲۶–۰ | [ ۷ ]                |
| ۵                                                | ۵ مه ۲۰۲۳      | امارات متحدهٔ عربی | برد ۱۴–۰ | [ ۸ ]                |
| ۶                                                | ۶ مه ۲۰۲۳      | سنگاپور           | برد ۳–۰  | [ ۹ ]                |
| ۷                                                | ۷ مه ۲۰۲۳      | تایلند            | باخت ۱–۳ | [ ۱۰ ] [ ۱۱ ] [ ۱۲ ] |

## ترکیب کنونی
ترکیب کنونی تیم ملی (۱۴۰۲) به شرح زیر است:
| دروازه‌بان | دروازه‌بان            | دروازه‌بان          | دروازه‌بان                   | دروازه‌بان             | دروازه‌بان                | دروازه‌بان           |
| شماره     | بازیکن               | گرفتن توپ          | قد                          | وزن                   | تاریخ تولد               | باشگاه              |
| --------- | -------------------- | ------------------ | --------------------------- | --------------------- | ------------------------ | ------------------- |
| ۷۷        | زهرا قاسمی           | R                  | ۱۷۰ سانتیمتر (۵ فوت ۷ اینچ) | ۷۳ کیلوگرم (۱۶۱ پوند) | ۲۷ مارس ۱۹۹۰ ‏(۳۴ سال)    | آیس‌باکس ایران مال   |
| ۲۲        | آرزو ایزدی           | L                  | ۱۶۶ سانتیمتر (۵ فوت ۵ اینچ) | ۵۷ کیلوگرم (۱۲۶ پوند) | ۳۱ مارس ۱۹۹۵ ‏(۲۹ سال)    | MR Ice Hockey Club  |
| مدافعان   |                      |                    |                             |                       |                          |                     |
| شماره     | بازیکن               | شوت‌ها/پرتاب‌های توپ | قد                          | وزن                   | تاریخ تولد               | باشگاه              |
| ۸         | دیبا فرزام‌نیا        | R                  | ۱۶۱ سانتیمتر (۵ فوت ۳ اینچ) | ۵۴ کیلوگرم (۱۱۹ پوند) | ۷ اوت ۲۰۰۲ ‏(۲۲ سال)      | MR Ice Hockey Club  |
| ۱۸        | اعظم‌السادات سنایی    | L                  | ۱۶۵ سانتیمتر (۵ فوت ۵ اینچ) | ۵۵ کیلوگرم (۱۲۱ پوند) | ۷ فوریهٔ ۱۹۹۰ ‏(۳۵ سال)    | آیس‌باکس ایران مال   |
| ۳۳        | آذین قارونی          | R                  | ۱۶۰ سانتیمتر (۵ فوت ۳ اینچ) | ۵۶ کیلوگرم (۱۲۳ پوند) | ۱۶ مهٔ ۱۹۹۳ ‏(۳۱ سال)      | باشگاه هاکی فرمانیه |
| ۴۵        | هدیه آقایی           | L                  | ۱۵۸ سانتیمتر (۵ فوت ۲ اینچ) | ۵۴ کیلوگرم (۱۱۹ پوند) | ۲۴ اوت ۲۰۰۶ ‏(۱۸ سال)     | باشگاه هاکی فرمانیه |
| ۶۶        | هلیا سوهانی          | R                  | ۱۶۴ سانتیمتر (۵ فوت ۵ اینچ) | ۶ کیلوگرم (۱۳ پوند)   | ۲۰ آوریل ۱۹۸۷ ‏(۳۷ سال)   | نامشخص              |
| ۷۰        | حدیث خلج             | L                  | ۱۶۱ سانتیمتر (۵ فوت ۳ اینچ) | ۶۲ کیلوگرم (۱۳۷ پوند) | ۲۰ دسامبر ۲۰۰۰ ‏(۲۴ سال)  | MR Ice Hockey Club  |
| خط حمله   |                      |                    |                             |                       |                          |                     |
| شماره     | بازیکن               | شوت‌ها/پرتاب‌های توپ | قد                          | وزن                   | تاریخ تولد               | باشگاه              |
| ۸۸        | زهرا رضایی           | R                  | ۱۶۰ سانتیمتر (۵ فوت ۳ اینچ) | ۵۴ کیلوگرم (۱۱۹ پوند) | ۲۳ فوریهٔ ۱۹۹۵ ‏(۳۰ سال)   | آیس‌باکس ایران مال   |
| ۹۰        | شبنم عرب             | R                  | ۱۶۰ سانتیمتر (۵ فوت ۳ اینچ) | ۵۵ کیلوگرم (۱۲۱ پوند) | ۴ مهٔ ۱۹۹۷ ‏(۲۷ سال)       | آیس‌باکس ایران مال   |
| ۲         | دیانا فرزام‌نیا       | L                  | ۱۶۳ سانتیمتر (۵ فوت ۴ اینچ) | ۷۱ کیلوگرم (۱۵۷ پوند) | ۱۱ مهٔ ۲۰۰۴ ‏(۲۰ سال)      | MR Ice Hockey Club  |
| ۹         | حدیثه پورهاشمی       | L                  | ۱۷۳ سانتیمتر (۵ فوت ۸ اینچ) | ۵۸ کیلوگرم (۱۲۸ پوند) | ۲ سپتامبر ۱۹۹۸ ‏(۲۶ سال)  | MR Ice Hockey Club  |
| ۱۱        | یگانه بهرامی         | L                  | ۱۷۰ سانتیمتر (۵ فوت ۷ اینچ) | ۵۴ کیلوگرم (۱۱۹ پوند) | ۱۱ دسامبر ۲۰۰۳ ‏(۲۱ سال)  | MR Ice Hockey Club  |
| ۱۳        | فاطمه آقایی          | L                  | ۱۶۵ سانتیمتر (۵ فوت ۵ اینچ) | ۵۴ کیلوگرم (۱۱۹ پوند) | ۳۰ اکتبر ۲۰۰۴ ‏(۲۰ سال)   | باشگاه هاکی فرمانیه |
| ۲۷        | نگار ارجمند رشیدآباد | R                  | ۱۶۱ سانتیمتر (۵ فوت ۳ اینچ) | ۵۵ کیلوگرم (۱۲۱ پوند) | ۱۸ ژوئیهٔ ۱۹۹۴ ‏(۳۰ سال)   | آیس‌باکس ایران مال   |
| ۵۲        | الهام مدیردهقان      | L                  | ۱۶۹ سانتیمتر (۵ فوت ۷ اینچ) | ۵۹ کیلوگرم (۱۳۰ پوند) | ۱۷ ژوئیهٔ ۱۹۹۳ ‏(۳۱ سال)   | MR Ice Hockey Club  |
| ۵۵        | فاطمه شاهسوند        | L                  | ۱۷۰ سانتیمتر (۵ فوت ۷ اینچ) | ۵۸ کیلوگرم (۱۲۸ پوند) | ۳۱ اکتبر ۱۹۹۳ ‏(۳۱ سال)   | باشگاه هاکی فرمانیه |
| ۷۵        | نگار خرم             | L                  | ۱۶۸ سانتیمتر (۵ فوت ۶ اینچ) | ۶۲ کیلوگرم (۱۳۷ پوند) | ۲۰ مارس ۱۹۹۶ ‏(۲۸ سال)    | MR Ice Hockey Club  |
| ۷۶        | فاطمه اسماعیلی       | R                  | ۱۶۵ سانتیمتر (۵ فوت ۵ اینچ) | ۷۰ کیلوگرم (۱۵۰ پوند) | ۶ دسامبر ۱۹۹۷ ‏(۲۷ سال)   | آیس‌باکس ایران مال   |
| ۹۹        | عسل حیدری            | R                  | ۱۵۸ سانتیمتر (۵ فوت ۲ اینچ) | ۵۹ کیلوگرم (۱۳۰ پوند) | ۲۱ سپتامبر ۱۹۹۱ ‏(۳۳ سال) | باشگاه هاکی فرمانیه |

## افتخارات

### غیررسمی
اولین حضور بین‌المللی تیم ایران در امارات (World Amateur Hockey Championship) بود. در سال ۲۰۲۱ (آبان ۱۴۰۰) تیم ملی زنان در مسابقات جهانی آماتوری امارات شرکت کرد. این مسابقات در چهار رده حرفه ای و یک رده مبتدی (مردان و زنان) برگزار شد و در هر دو بخش تیمی از ایران حضور داشت. تیم ملی اسکیت هاکی روی یخ زنان در نخستین دیدار خود، میزبان رقابت‌ها را با نتیجه سه بر صفر شکست داده بود و در دیدار دوم نیز مقابل تیم قدرتمند روسیه با نتیجه پر گل چهار بر دو پیروز شد. زنان هاکی‌باز ایران در دومین روز بازی‌ها در مصاف با روسیه با نتیجه چهار بر یک مغلوب شدند و با پیروزی چهار بر صفر مقابل ال استارز امارات راهی فینال و در دیدار نهایی نیز برابر روسیه مغلوب شده و عنوان نایب قهرمانی را به خود اختصاص دادند. جام باشگاه‌های اسکیت هاکی روی یخ امارات معتبرترین مسابقات هاکی روی یخ منطقه محسوب می‌شود؛ این رقابت‌ها طی روزهای ۲۶ تا ۲۸ مهرماه با حضور ۱۰ تیم در دو بخش زنان و مردان در پیست یخ دبی‌مال و پیست یخ باشگاه النصر برگزار شد. در رقابت‌های جام باشگاه‌های اسکیت هاکی روی یخ زنان و مردان که به میزبانی دبی برگزار شد، تیم زنان ایران شب گذشته(چهارشنبه) در فینال با نتیجه یک بر سه مغلوب حریف قدرتمند خود یعنی روسیه شد و بر سکوی نایب قهرمانی ایستاد. فاطمه اسماعیلی تک گل این دیدار را برای تیم ملی کشورمان به ثمر رساند. تیم اسکیت هاکی روی یخ زنان ایران در نخستین دیدار خود، میزبان رقابت ها را با نتیجه سه بر صفر شکست داده بود و در دیدار دوم نیز مقابل تیم قدرتمند روسیه با نتیجه پر گل چهار بر دو پیروز شد. زنان هاکی‌باز ایران در دومین روز بازی‌ها در مصاف با روسیه با نتیجه چهار بر یک مغلوب شدند و با پیروزی چهار بر صفر مقابل امارات راهی فینال و در دیدار نهایی نیز برابر روسیه مغلوب شده و عنوان نایب قهرمانی را به خود اختصاص دادند. فایزه مدبر، اعظم السادات سنایی (کاپیتان)، الهام مدیر دهقان، فاطمه اسماعیلی، نگار خرم، هلیا سوهانی، عسل حیدری، مارال راسخ، نگار ارجمند، آذین قارونی، دیبا و دیانا فرزام نیا، صبا مظاهری، مرضیه سادات سیدقندی، فاطمه شاهسوند، حدیث پورهاشمی، زهرا رضایی، زهره حسنی، شبنم عرب، سوگل جوادیان، متین صیاد، آرزو ایزدی، مهشید محمدی، ملیحه خرم باقری و عطیه رضایی ترکیب تیم ملی اسکیت هاکی روی یخ زنان ایران را در این رقابت‌ها تشکیل دادند.

### رسمی
تیم ملی هاکی روی یخ زنان ایران در نخستین حضورش در رقابت‌های قهرمانی آسیا، نایب قهرمان این بازی‌ها شد. این تیم در ۱۷ اردیبهشت ۱۴۰۲ (۷ مه ۲۰۲۳) در دیدار نهایی به مصاف تیم تایلند (میزبان مسابقات) رفت و با شکست سه بر یک، مقام دوم در این رقابت‌ها را به‌دست‌آورد. بازیکنان ایران در مسابقات قهرمانی آسیا تیم‌های هند، کویت، قرقیزستان، امارات و سنگاپور را شکست دادند. از فعالیت تیم ملی هاکی روی یخ زنان ایران سه سال می‌گذرد و این اولین بار بود که این تیم در مسابقات قهرمانی آسیا حضور یافت. در مراسم اختتامیه این رقابت‌ها، «الهام مدیردهقان» به عنوان «بهترین بازیکن تیم ایران» انتخاب و جایزه‌ای از سفیر ایران در تایلند دریافت کرد. مطابق آمار منتشره در وبگاه رسمی فدراسیون بین‌المللی هاکی روی یخ، «فاطمه اسماعیلی» برترین گلزن تیم ایران بود.

### جام اتحادیه امارات ۲۰۲۳
در مسابقات ۲۰۲۳ امارات با چهار برد و یک باخت (۳۸ گل زده و ۶ گل خورده) نایب قهرمان شدند. تیم ملی ایران با عنوان آیس باکس و با نفراتی جوان تر در این رقابت شرکت کرد. تیم هاکی روی یخ دختران ایران که با ۳ پیروزی پرگل به دیدار نیمه نهایی جام اتحادیه راه یافته بود با شکست تیم یاس امارات به فینال این رقابت‌ها رسید و با شکست برابر تیم الذهبی امارات نایب قهرمان این رقابت‌ها شدند.
ایران ۷–۲ عقاب‌های فیلیپین
ایران ۶–۰ پنترنز مکزیک
ایران ۱۴–۰ شاهین امارات
ایران ۹–۰ یاس امارات
ایران ۲–۴ الذهبی امارات

### جام توسعه جهانی ۲۰۲۳
در بخش بانوان بعد از موفقیت در قهرمانی آسیا به کاپ توسعه جهانی به میزبانی لهستان می‌رویم و همچنین مسابقه چهارجانبه‌ای با کشورهای کلمبیا، آرژانتین و ایرلند در آبان ماه داریم. پس از آن بازی‌های کشورهای اسلامی را در پیش داریم که هنوز میزبان آن مشخص نشده‌است؛ اما سال گذشته تیم‌های ملی بانوان و مردان در این رقابت‌ها نایب قهرمان شدند. لهستان روادید زنان هاکی روی یخ جهت حضور در رقابت‌های جهانی را صادر نکرد.
ابتدا ویزای تیم ملی هاکی روی یخ زنان برای حضور در کاپ توسعه جهانی به میزبانی لهستان ریجکت شد، گفت: یک‌ماهی است که ریجکت شدن تیم‌های ورزشی اتفاق می‌افتد. همه کارها را به موقع انجام دادیم اما گفتند ویزا نمی‌دهیم. وقتی این اتفاق افتاد از طرف وزارت ورزش و فدراسیون اسکی تلاش کردیم. از طرف وزارت امور خارجه هم کمک شد که ویزا را گرفتیم. کمیته ملی المپیک به کمیته المپیک لهستان نامه زد و آنها هم به سفارت نامه زدند از طرفی فدراسیون جهانی به لهستان گفت اگر ویزا ندهید دیگر به شما میزبانی نمی‌دهیم. تیم ملی هاکی روی یخ ایران بعد از کاپ توسعه جهانی، از ۴ تا ۱۳ فروردین ماه ۱۴۰۳ به مسابقات قهرمانی آسیا اعزام خواهد شد.
تیم ملی هاکی روی یخ بانوان کشورمان با ترکیب ۲۰ بازیکن و ۷ همراه پنجشنبه شب عازم مسابقات کاپ توسعه جهانی در کشور لهستان می‌شود.
کاپ توسعه بانوان هاکی روی یخ فدراسیون جهانی مسابقه بین کشورهای عضو فدراسیون بین‌المللی هاکی روی یخ است که از پنج قاره در شرف پیوستن به دویژن‌های جهانی این رشته ورزشی هستند.
تیم ملی هاکی روی یخ بانوان ایران در نخستین حضور بین‌المللی نایب قهرمانی آسیا شد.
برنامه مسابقات تیم ملی هاکی روی یخ بانوان ایران در کاپ جهانی لهستان به شرح زیر است:
دوشنبه ۱۵ آبان ساعت ۱۸:۰۰
ایران _ ایرلند
سه شنبه ۱۶ آبان ساعت ۲۱:۳۰
ایران _آرژانتین
چهارشنبه ۱۷ آبان ساعت ۱۸:۰۰
ایران _کلمبیا
فاطمه اسماعیلی، مژگان شاهسوند، دیانا فرزام‌نیا، حدیثه پورهاشمی، یگانه بهرامی، سارینا خسروی، درسا رحمانی، عسل حیدری، زهرا رضایی، دیبا فرزام‌نیا، نیلوفر عسگری، هدیه آقایی، شبنم عرب، اعظم سنایی، حدیث خلج، نگار خرم، الهام مدیردهقان، نگار ارجمند، آرزو ایزدی، زهرا قاسمی ترکیب تیم ملی هاکی روی یخ بانوان ایران را تشکیل می‌دهد.
تیم ملی هاکی روی یخ بانوان ایران پس از این مسابقات، عازم رقابت‌های آسیایی خواهد شد که در فروردین ماه برگزار می‌شود. همچنین نمایندگان کشورمان در پایان سال ۱۴۰۳ در بازی‌های زمستانی هاربن چین شرکت خواهند کرد.

#### نتیجه‌ها
ایران ۶–۲ ایرلند - دور گروهی
ایران ۰–۱ کلمبیا - دور گروهی
ایران ۱–۵ آرژانتین - دور گروهی
ایران ۱–۲ آرژانتین - نیمه نهایی
ایران ۳–۱ ایرلند - رده‌بندی
کسب مدال برنز - بین چهار تیم، سوم شد.
۵ بازی = ۲ برد و ۳ باخت - ۱۱ گل زده و ۱۱ گل خورده
ملی پوشان هاکی روی یخ ایران که تنها سه سال از فعالیت رسمی آنها می‌گذرد پس از آنکه عنوان نایب قهرمانی آسیا را به خود اختصاص داده بودند، در اولین حضور اروپایی خود به مسابقات کاپ توسعه جهانی لهستان اعزام شدند و عنوان سوم را به خود اختصاص دادند. در این تورنمنت تیم‌های ایران، ایرلند، کلمبیا و آرژانتین حضور داشتند که ملی پوشان کشورمان در دیدار برابر کلمبیا و آرژانتین بازنده بودند اما در دو دیدار توانستند ایرلند را شکست دهند و عنوان سوم را از آن خود کنند. تیم ملی هاکی روی یخ بانوان ایران خود را برای حضور در مسابقات بازی‌های زمستانی چین آماده می‌کند و قرار است فروردین سال آینده نیز در مسابقات قهرمانی آسیا در قزاقستان شرکت کند.
قهرمانی آسیا
قهرمانی آسیا اقیانوسه ۲۰۲۴ 

برنده مدال طلا و قهرمانی مسابقات با شکست قرقیزستان 
/www.iihf.com/en/events/2024/devcw

## رده‌های سنی
۴ رده سنی در رشته هاکی روی یخ شامل زیر ۱۰ سال، ۱۴ سال، ۱۸ سال و بالای ۱۸ سال (بزرگسالان) زنان در ایران وجود دارد. سه رده اول در سال ۲۰۲۳ برای اولین بار شکل گرفتند و هنوز در مسابقات شرکت نکرده اند.